# Kužno znamenje, Jurovski Dol
Kužno znamenje v Jurovskem dolu je pomnik postavljen na meji vasi Jurovski Dol in Zgornje Partinje.
Znamenje je bilo postavljeno v zahvalo za konec kuge, ki je v 17. stoletju terjalo življenja velikega števila prebivalstva v Slovenskih goricah. V zahvalo za konec kuge so takratni prebivalci leta 1676 postavili kamnito stebrasto znamenje trikotnega profila.
Podstavek je kvadratičen in zložen iz velikih blokov peščenca. Na njem je položen nekoliko manjši podstavek enakega tlorisa z žlebasto posnetimi zgornjimi robovi. Trup ima nizek cokel in rahlo posnete robove, na eni strani je po vsej ploskvi vklesano: 1676 in dvojni križ. Ostali znaki so nejasni, kaj pomenijo.
Poleg omenjenega znaka in letnice, ki nedvomno pomeni čas nastanka so bili kasneje vklesani še napisi z letnicami renovacij. Na prednji strani nastavka RENO 1784 M.P in na spodnjem podstavku 1857 I.P. V polkrožnih poljih so sledovi različnih barv.